# Hamfast Gamyi
Hamfast Gamyi (Hamfast Gamgee en la versión original en inglés) es un personaje ficticio que pertenece al legendarium creado por el escritor británico J. R. R. Tolkien y que aparece en su novela El Señor de los Anillos. Es un hobbit de la Comarca, segundo hijo de Hobson Gamyi, nacido en el año 2926 de la Tercera Edad del Sol (o 1326 según el Cómputo de la Comarca). Llamado también Ham, Viejo Gamyi o el Tío en la traducción al español de su apodo: The Gaffer.

## Historia
Hamfast se casó con Campanilla Buenchico y tuvieron seis hijos: Hamson, Halfred, Margarita, May, Samsagaz y Caléndula. Vivía en Bolsón de Tirada número tres. 
Fue aprendiz de jardinero de Cavada Manoverde en Bolsón Cerrado y alrededor del año 2960 T. E. se convirtió en el jardinero de Bilbo Bolsón. En años previos a la fiesta de despedida de Bilbo le ayudó su hijo Sam. Tras la marcha de Bilbo, éste le dejó a Hamfast dos bolsas de patatas, una nueva azada, un chaleco de lana y un ungüento para las articulaciones. Ayudó involuntariamente a Khamûl, el segundo de los Nazgûl, al decirle que Frodo había vendido Bolsón Cerrado y se había mudado a Los Gamos. Cuando Bolsón de Tirada fue destruido durante la Guerra del Anillo, Hamfast se mudó a Delagua y Tolman Coto le ayudó. Tras la guerra se reconstruyó Bolsón de Tirada y Hamfast volvió al número tres. Murió en el año 8 de la Cuarta Edad (1428 CC).
Hamfast tenía un gran conocimiento de las plantas, sobre todo de la patata, y por ello Bilbo le llamaba "Maestro Hamfast". Además era conocido por su elocuencia, su afición a contar historias y por la invención de refranes y dichos.